# Конти-Бистшицькі
Конти-Бистшицькі (пол. Kąty Bystrzyckie, нім. Winkeldorf) — село в Польщі, у гміні Льондек-Здруй Клодзького повіту Нижньосілезького воєводства.
Населення — 62 особи (2011).
У 1975-1998 роках село належало до Валбжиського воєводства.

## Демографія
Демографічна структура станом на 31 березня 2011 року:
|          | Загалом | Допрацездатний вік | Працездатний вік | Постпрацездатний вік |
| -------- | ------- | ------------------ | ---------------- | -------------------- |
| Чоловіки | 27      | 1                  | 22               | 4                    |
| Жінки    | 35      | 13                 | 16               | 6                    |
| Разом    | 62      | 14                 | 38               | 10                   |